# Stromae

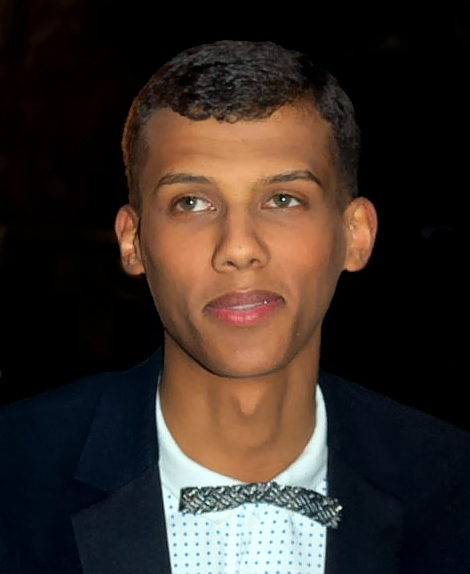
Stromae (2011)

Stromae [stʁɔˈmaj] (* 12. März 1985 in Etterbeek, Region Brüssel-Hauptstadt; bürgerlich Paul Van Haver) ist ein belgischer Musiker und Produzent. Er produziert Musik in den Genres New Beat, Hip-Hop und Electro House. Sein Künstlername ist ein Verlan-Ausdruck für Maestro.

## Biografie

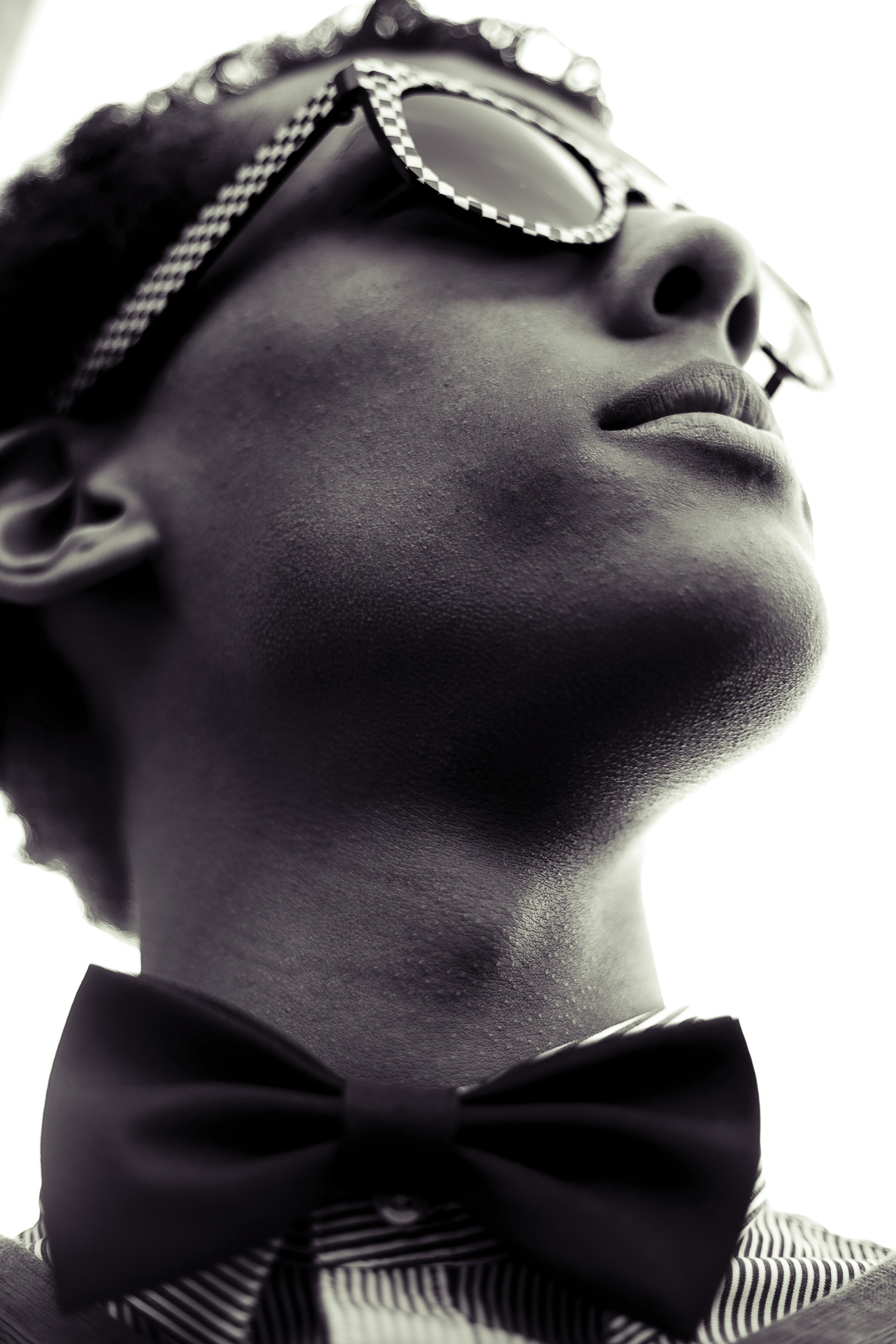
Stromae (2010)

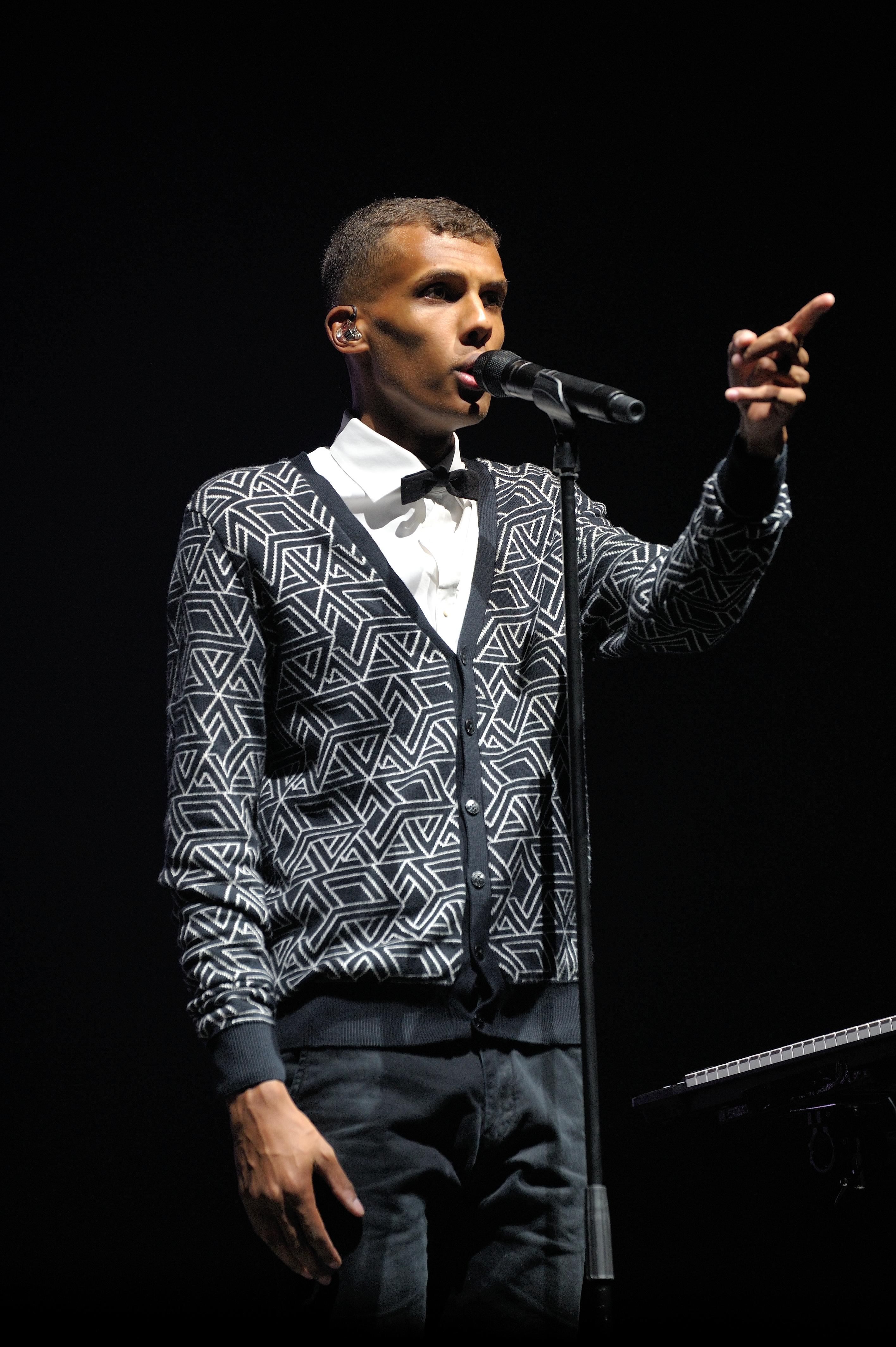
Stromae (2014)

Paul Van Haver ist der Sohn einer belgischen Mutter. Er wuchs ohne seinen ruandischen Vater Pierre Rutare auf, einen in Kigali niedergelassenen Architekten, der kurz nach der Geburt des Jungen die Familie verließ und 1994 als Tutsi ein Opfer des Völkermords in Ruanda wurde. Später erfuhr Stromae, dass er von seinem Vater vier Halbgeschwister, eine Schwester und drei Brüder, hat. Seine Mutter schickte ihn auf ein jesuitisches Internat, an dem er eine Hip-Hop-Band gründete. An der Académie musicale de Jette in Brüssel erhielt er Unterricht in Musiklehre und Schlagzeug.
Im Jahre 2000 trat Stromae zunächst unter dem Pseudonym OpsMaestro in der Hip-Hop-Szene auf. Später änderte er seinen Künstlernamen in Stromae, das die vertauschten Silben des Wortes Maestro enthält, und hatte unter diesem Namen erste Erfolge. Mit 18 Jahren gründete er in Belgien zusammen mit J.E.D.I. eine Rapgruppe namens Suspicion. Gemeinsam produzierten sie das Lied und den Clip Faut que t’arrêtes le Rap. Danach entschied sich J.E.D.I. jedoch, das Rapduo zu verlassen.
Stromae arbeitete zeitweilig in einem Fast-Food-Restaurant, um sich den Besuch einer Privatschule zu finanzieren. Seine Ersparnisse reichten jedoch nicht aus, woraufhin er sich im Institut National de Radioélectricité et Cinématographie einschrieb. Dort vollendete er sein erstes Werk, sein Album Juste un cerveau, un flow, un fond et un mic…
Stromae ist verheiratet und betreibt mit seiner Ehefrau, Coralie, das Modelabel Mosaert. Sie haben einen 2018 geborenen Sohn.

## Künstlerische Karriere
Stromae unterzeichnete 2008 einen Plattenvertrag über vier Jahre bei Because Music und Kilomaître. Im Jahre 2009 arbeitete er als Volontär bei der Hörfunkstation NRJ in Brüssel. Der Musikmanager Vincent Verbelen war von Stromaes erster Single, Alors on danse, angetan und spielte sie auf NRJ erstmals im Radio. Das Lied stand danach fünf Wochen auf Platz eins der Musikcharts im französischsprachigen Teil Belgiens. In Deutschland erreichte der Titel Anfang Februar 2010 Platz eins der iTunes-Charts und stieg am 12. März in den deutschen Single-Charts auf den ersten Platz. Er war das erste vollständig französischsprachige Musikstück auf Platz eins in Deutschland seit Ella, elle l’a von France Gall im Jahr 1988. Am 3. April 2010 erhielt Stromae den NRJ Young Talent Revelation Award, der ihm von der belgischen Kulturministerin, Fadila Laanan, überreicht wurde. 2011 wurde er mit dem European Border Breakers Award (EBBA) ausgezeichnet.
Bis zu seinem nächsten Album vergingen drei Jahre. Vorab erschienen zwei Singles: Formidable (Juni 2013) wurde in Belgien ein Sommerhit. Papaoutai (auf Deutsch „Papa, wo bist du?“), ein Song über die innere Suche nach seinem Vater, erreichte Chartspitze in Belgien und Frankreich und stieg auch außerhalb französischsprachiger Länder in die Hitparaden auf.
Das Album Racine carrée (Quadratwurzel) erschien im August 2013 und war ebenfalls international erfolgreich. In Frankreich wurde es für bisher über zwei Millionen Verkäufe viermal mit einer Diamant-Schallplatte ausgezeichnet und hielt sich mit Unterbrechungen 25 Wochen an der Spitze der Album-Charts. Im September 2013 coverte die belgische Rockband Mintzkov Stromaes Lied Formidable in englischer Sprache für den Radiosender Studio Brussel.
Nachdem er im Jahr 2015 wegen Angstzuständen, die vermutlich als Nebenwirkung von einer Malaria-Prophylaxe ausgelöst wurden, eine Tournee durch Afrika hatte abbrechen müssen, mied Stromae öffentliche Auftritte. In einem Interview gab er 2017 an, er leide noch immer unter Panikattacken. Am 22. November 2019 war er Gastsänger bei der Band Coldplay bei deren Live-Auftritt in Jordanien. Er sang das Lied Arabesque mit.
Am 9. November 2020 verkündete er, er wolle nach sieben Jahren Abstinenz (außer einer 2018 veröffentlichten Single) wieder Musik machen und arbeite an einem Album. Am 15. Oktober 2021 veröffentlichte er die Single Santé, die er all den oft vergessenen Arbeitern widmete, die wegen ihres Berufs oder ihrer Armut nur selten feiern könnten, etwa Reinigungskräfte, Krankenschwestern oder Bäcker. Am 9. Januar 2022 wurde L’enfer als zweiter Titel aus seinem neuen Album, Multitude, veröffentlicht. Das Lied, das von Depressionen handelt, präsentierte Stromae der Öffentlichkeit erstmals in einem Interview der Nachrichtensendung Journal de 20 heures im französischen Fernsehsender TF1: Eine Frage der Moderatorin über seine Depression beantwortete er mit dem Vortrag des Chansons. Im März 2022 spielte Stromae L’enfer auch im ZDF Magazin Royale. Das Album Multitude erschien am 3. März 2022. Die dazugehörige Konzerttournee musste Stromae 2023 aus gesundheitlichen Gründen abbrechen.
Gemeinsam mit der französischen Sängerin Pomme stellte Stromae 2024 Ma meilleure ennemie vor, ein Lied, das zum Soundtrack der Animationsserie Arcane gehört.

## Diskografie
Studioalben

| Jahr | Titel Musiklabel                                              | Höchstplatzierung, Gesamtwochen, AuszeichnungChartplatzierungen (Jahr, Titel, Musiklabel, Platzierungen, Wochen, Auszeichnungen, Anmerkungen) | Höchstplatzierung, Gesamtwochen, AuszeichnungChartplatzierungen (Jahr, Titel, Musiklabel, Platzierungen, Wochen, Auszeichnungen, Anmerkungen) | Höchstplatzierung, Gesamtwochen, AuszeichnungChartplatzierungen (Jahr, Titel, Musiklabel, Platzierungen, Wochen, Auszeichnungen, Anmerkungen) | Höchstplatzierung, Gesamtwochen, AuszeichnungChartplatzierungen (Jahr, Titel, Musiklabel, Platzierungen, Wochen, Auszeichnungen, Anmerkungen) | Höchstplatzierung, Gesamtwochen, AuszeichnungChartplatzierungen (Jahr, Titel, Musiklabel, Platzierungen, Wochen, Auszeichnungen, Anmerkungen) | Höchstplatzierung, Gesamtwochen, AuszeichnungChartplatzierungen (Jahr, Titel, Musiklabel, Platzierungen, Wochen, Auszeichnungen, Anmerkungen) | Höchstplatzierung, Gesamtwochen, AuszeichnungChartplatzierungen (Jahr, Titel, Musiklabel, Platzierungen, Wochen, Auszeichnungen, Anmerkungen) | Anmerkungen                                                 |
| Jahr | Titel Musiklabel                                              | DE | AT | CH | UK | FR | BEF | BEW | Anmerkungen                                                 |
| ---- | ------------------------------------------------------------- | --- | --- | --- | --- | --- | --- | --- | ----------------------------------------------------------- |
| 2010 | Cheese Mosaert                                                | DE29 (8 Wo.)DE | AT33 (8 Wo.)AT | CH18 (28 Wo.)CH | — | FR6 ×3Dreifachplatin · (213 Wo.)FR | BEF7 ×3Dreifachplatin · (45 Wo.)BEF | BEW1 (100 Wo.)BEW | Erstveröffentlichung: 14. Juni 2010 Verkäufe: + 420.000     |
| 2013 | Racine carrée Universal Music Group • B1 Recordings • Mosaert | DE21 Gold · (24 Wo.)DE | AT— GoldAT | CH1 ×5Fünffachplatin · (134 Wo.)CH | — | FR1 ×4Vierfachdiamant · (182 Wo.)FR | BEF1 ×12Zwölffachplatin · (… Wo.)BEF | BEW1 (… Wo.)BEW | Erstveröffentlichung: 16. August 2013 Verkäufe: + 2.787.500 |
| 2022 | Multitude Universal Music Group • B1 Recordings • Mosaert     | DE4 (9 Wo.)DE | AT2 (8 Wo.)AT | CH1 (34 Wo.)CH | UK94 (1 Wo.)UK | FR1 ×3Dreifachplatin · (130 Wo.)FR | BEF1 ×3Dreifachplatin · (… Wo.)BEF | BEW1 (165 Wo.)BEW | Erstveröffentlichung: 4. März 2022 Verkäufe: + 360.000      |